# Frontera entre Costa de Marfil y Guinea
La frontera entre Costa de Marfil y Guinea es la línea fronteriza muy sinuosa de trazado norte-sur que separa el sureste de Guinea del noroeste de Costa de Marfil en África Occidental, separando las regiones guineanas de Kankan y Nzérékoré de los distritos marfileños de Denguélé, Bafing y Montagnes. Tiene 610 km de longitud. Comienza en el norte, en el paralelo 10 norte cerca al trifinio Guinea-Costa de Marfil-Malí y hacia el sur hasta el trifinio entre ambos estados y Liberia. En este punto está el monte Nimba. Parte de la frontera es definida por el río Sankarani. Ambos países mantienen un litigio por la ciudad de Kpéaba.